# Aoshima (Miyasaki)
Aoshima (青島 Aoshima?) es una pequeña isla de Japón situada en la prefectura de Miyazaki. Tiene una superficie de  4.4 hectáreas y una altura sobre el nivel del mar de 6 metros. La isla forma parte del Santuario de Aoshima. El barrio de Aoshima de Miyazaki está formado por la isla y la franja costera opuesta, donde se encuentra el Jardín Botánico Subtropical de Aoshima, que dispone de una importante colección de plantas.

## Geografía
La isla está rodeada de formaciones rocosas únicas conocidas como la Tabla de Lavar del Demonio (鬼の洗濯板 Oni no Sentakuita?).

### Flora
La isla está cubierta por la población de palmito más septentrional del mundo., Livistona chinensis 
(Arecaceae), y es uno de los dos lugares de Japón con un bosque virgen de esta especie autóctona.

### Clima
Aoshima tiene un clima subtropical húmedo (Clasificación climática de Köppen) con veranos calurosos e inviernos suaves. Las precipitaciones son importantes durante todo el año, pero más intensas en verano, sobre todo en los meses de junio y julio. La temperatura media anual en Aoshima es de 17.6 C.  La precipitación media anual es de 2857.4 mm con junio como mes más lluvioso. Las temperaturas medias más altas se registran en agosto, en torno a 27.0 C, y la más baja en enero, en torno al 8.1 C. La temperatura más alta jamás registrada en Aoshima fue de 37.8 C el 1 de agosto de 2013; y la temperatura más baja jamás registrada fue de -4.8 C el 27 de febrero de 1981.
| Parámetros climáticos promedio de Aoshima (1981−2010 normales, extremas 1977−2017) | Parámetros climáticos promedio de Aoshima (1981−2010 normales, extremas 1977−2017) | Parámetros climáticos promedio de Aoshima (1981−2010 normales, extremas 1977−2017) | Parámetros climáticos promedio de Aoshima (1981−2010 normales, extremas 1977−2017) | Parámetros climáticos promedio de Aoshima (1981−2010 normales, extremas 1977−2017) | Parámetros climáticos promedio de Aoshima (1981−2010 normales, extremas 1977−2017) | Parámetros climáticos promedio de Aoshima (1981−2010 normales, extremas 1977−2017) | Parámetros climáticos promedio de Aoshima (1981−2010 normales, extremas 1977−2017) | Parámetros climáticos promedio de Aoshima (1981−2010 normales, extremas 1977−2017) | Parámetros climáticos promedio de Aoshima (1981−2010 normales, extremas 1977−2017) | Parámetros climáticos promedio de Aoshima (1981−2010 normales, extremas 1977−2017) | Parámetros climáticos promedio de Aoshima (1981−2010 normales, extremas 1977−2017) | Parámetros climáticos promedio de Aoshima (1981−2010 normales, extremas 1977−2017) | Parámetros climáticos promedio de Aoshima (1981−2010 normales, extremas 1977−2017) |
| Mes                                                                                | Ene.                                                                               | Feb.                                                                               | Mar.                                                                               | Abr.                                                                               | May.                                                                               | Jun.                                                                               | Jul.                                                                               | Ago.                                                                               | Sep.                                                                               | Oct.                                                                               | Nov.                                                                               | Dic.                                                                               | Anual                                                                              |
| ---------------------------------------------------------------------------------- | ---------------------------------------------------------------------------------- | ---------------------------------------------------------------------------------- | ---------------------------------------------------------------------------------- | ---------------------------------------------------------------------------------- | ---------------------------------------------------------------------------------- | ---------------------------------------------------------------------------------- | ---------------------------------------------------------------------------------- | ---------------------------------------------------------------------------------- | ---------------------------------------------------------------------------------- | ---------------------------------------------------------------------------------- | ---------------------------------------------------------------------------------- | ---------------------------------------------------------------------------------- | ---------------------------------------------------------------------------------- |
| Temp. máx. abs. (°C)                                                               | 19.3                                                                               | 21.2                                                                               | 22.8                                                                               | 26.5                                                                               | 29.5                                                                               | 32.8                                                                               | 34.9                                                                               | 34.2                                                                               | 28.2                                                                               | 32.6                                                                               | 24.7                                                                               | 20.6                                                                               | 35.4                                                                               |
| Temp. máx. media (°C)                                                              | 24.4                                                                               | 24.4                                                                               | 27.5                                                                               | 31.6                                                                               | 34.8                                                                               | 34.9                                                                               | 37.1                                                                               | 37.8                                                                               | 36.7                                                                               | 32.0                                                                               | 29.6                                                                               | 24.3                                                                               | 37.8                                                                               |
| Temp. media (°C)                                                                   | 8.1                                                                                | 9.2                                                                                | 12.0                                                                               | 16.2                                                                               | 19.8                                                                               | 22.8                                                                               | 26.7                                                                               | 27.0                                                                               | 24.4                                                                               | 19.8                                                                               | 15.0                                                                               | 10.2                                                                               | 17.6                                                                               |
| Temp. mín. media (°C)                                                              | 4.3                                                                                | 5.3                                                                                | 8.2                                                                                | 12.3                                                                               | 16.1                                                                               | 19.8                                                                               | 23.5                                                                               | 24.1                                                                               | 21.5                                                                               | 16.5                                                                               | 11.4                                                                               | 6.3                                                                                | 14.1                                                                               |
| Temp. mín. abs. (°C)                                                               | -4.3                                                                               | -4.8                                                                               | -2.4                                                                               | 1.9                                                                                | 7.8                                                                                | 12.8                                                                               | 16.8                                                                               | 18.8                                                                               | 13.6                                                                               | 4.5                                                                                | 0.5                                                                                | -1.8                                                                               | −4.8                                                                               |
| Precipitación total (mm)                                                           | 80.8                                                                               | 120.0                                                                              | 226.3                                                                              | 256.1                                                                              | 283.3                                                                              | 466.9                                                                              | 276.5                                                                              | 285.8                                                                              | 392.5                                                                              | 257.6                                                                              | 136.8                                                                              | 74.8                                                                               | 2857.4                                                                             |
| Días de precipitaciones (≥ 1.0 mm)                                                 | 6.3                                                                                | 7.3                                                                                | 11.8                                                                               | 11.4                                                                               | 11.6                                                                               | 15.9                                                                               | 11.2                                                                               | 13.2                                                                               | 13.2                                                                               | 9.1                                                                                | 7.0                                                                                | 5.0                                                                                | 123                                                                                |
| Fuente: Agencia Meteorológica de Japón 2025-02-18                                  |                                                                                    |                                                                                    |                                                                                    |                                                                                    |                                                                                    |                                                                                    |                                                                                    |                                                                                    |                                                                                    |                                                                                    |                                                                                    |                                                                                    |                                                                                    |

## Trasporte
La estación de ferrocarril más cercana es Estación Aoshima, en la Línea Nichinan operada por JR Kyushu.
La Tabla de Lavar del Demonio es visible desde la Línea Nichinan, y el expreso Umisachi Yamasachi suele reducir la velocidad para que los turistas puedan tomar fotografías y para realizar un anuncio sobre las características.